# Władysław Kiernik
Władysław Kiernik (ur. 27 lipca 1879 w Bochni, zm. 23 sierpnia 1971 w Warszawie) – polski polityk, działacz ruchu ludowego, minister spraw wewnętrznych, minister rolnictwa, w II RP poseł w latach 1919–1933 (na Sejm Ustawodawczy oraz na Sejm I, II i III kadencji), po II wojnie światowej poseł na Sejm Ustawodawczy, zastępca członka i członek Rady Obrony Państwa w 1920; adwokat.

## Życiorys

### Wczesne lata
Był synem Franciszka i Henryki z domu Kohler. W 1897 ukończył gimnazjum w Bochni. Podczas nauki w tej szkole działał w tajnej, niepodległościowej organizacji „Przebudzenie”. Po ukończeniu gimnazjum Władysław Kiernik udał się do Krakowa, gdzie w 1903 uzyskał tytuł doktora prawa na Uniwersytecie Jagiellońskim. Po zakończeniu praktyki adwokackiej założył własną kancelarię w Bochni. Podczas studiów brał udział w pracach Bratniej Pomocy Czytelni Akademickich działającej przy Uniwersytecie Jagiellońskim.
W 1903 wstąpił do Polskiego Stronnictwa Ludowego (z partiami ruchu ludowego związany był do końca swojego życia). Od początku włączył się w działania stronnictwa: brał udział w zabiegach mających na celu wprowadzenie powszechnego prawa wyborczego w Galicji (będącej w tym czasie pod zaborem austriackim) oraz kampaniach wyborczych do austriackiej Rady Państwa i Sejmu Krajowego we Lwowie. Działał również w Zarządzie Głównym Towarzystwa Szkoły Ludowej oraz Radzie Naczelnej Związku Kółek Rolniczych.
Kiernik, będący bliskim współpracownikiem Wincentego Witosa, został jednym z liderów powstałej na przełomie lat 1913 i 1914 nowej partii politycznej PSL „Piast”. Zostało ono utworzone w wyniku rozłamu w Polskim Stronnictwie Ludowym.

### Wielka Wojna
W czasie I wojny światowej angażował się w akcje niepodległościowe. W 1914 zorganizował powiatowy Komitet Narodowy. Pełnił również na terenie powiatu bocheńskiego stanowisko komisarza wojskowego Legionów Polskich. W 1918, jako komisarz Polskiej Komisji Likwidacyjnej powiatu bocheńskiego, uczestniczył w procesie likwidacji austriackich władz zaborczych.

### II Rzeczpospolita
W odrodzonej Polsce Kiernik rozwijał swoją działalność polityczną. 15 sierpnia 1920 referował ustawę o wykonaniu reformy rolnej. Wchodził w skład Rady Obrony Państwa. W 1920 uczestniczył w polskich delegacjach na rokowania pokojowe w Mińsku i Rydze, gdzie 12 października podpisał umowę o przedwstępnych warunkach pokoju z bolszewikami. W latach 1921–1922 był prezesem Głównego Urzędu Ziemskiego, a następnie był organizatorem Państwowego Banku Rolnego. Pod jego przewodnictwem w Głównej Komisji Ziemskiej dokonano przymusowego wykupu pierwszych prywatnych majątków ziemskich, przygotował m.in. projekty ustaw o komasacji. Ze stanowiska ustąpił wskutek zarzutów podniesionych w sprawie Dojlid. Sąd sejmowy uznał, że zarzuty były oparte na fałszywych informacjach. Był posłem na Sejm Ustawodawczy oraz I, II i III kadencji sejmu.
Ponadto pełnił wiele odpowiedzialnych funkcji w PSL „Piast” oraz współtworzył najważniejsze dokumenty programowe stronnictwa. W 1921 został członkiem Rady Naczelnej partii, a w 1925 został wybrany na członka Zarządu Głównego. Oba te stanowiska sprawował do 1931. W latach 1924–1925 był także redaktorem partyjnej gazety „Piast”.

#### Minister spraw wewnętrznych
28 maja 1923 r. został mianowany ministrem spraw wewnętrznych w drugim rządzie Wincentego Witosa. W trakcie kierowania resortem Kiernik starał się ujednolicić administrację rządową. Przedłożył rządowi pakiet ustaw, które gruntownie miały zreorganizować administrację rządową w duchu jej ujednolicenia i zespolenia w ramach administracji ogólnej. Modyfikacje miały również dotyczyć samorządu terytorialnego, zwłaszcza w zakresie spraw finansowo-gospodarczych. W trakcie jego kadencji przyjęto nowy statut MSW. Swoją uwagę koncentrował także na kwestiach państwowej służby cywilnej oraz ułożenia właściwych relacji pomiędzy organami policyjnymi a władzami administracyjnymi.
Jako minister sporo uwagi poświęcał sprawom bezpieczeństwa wewnętrznego państwa. Ze względu na brak porozumienia akceptowalnego przez pracodawców i pracowników związki zawodowe zapowiedziały strajk, a trudne położenie postanowili wykorzystać komuniści. Podczas likwidowania zajść przez policję były ofiary śmiertelne. Jednocześnie podkreślił, że organa bezpieczeństwa prowadziły dochodzenia w celu wykrycia sprawców zamachów bombowych, a ponadto informował, że na terenie państwa działała organizacja szpiegowsko-dywersyjna kierowana przez komunistów, której celem było dokonywanie dalszych zamachów. 4 lipca 1923 r. rząd przyjął uchwałę o tym, że władze nie będą tolerowały antypaństwowych działań zmierzających do destabilizacji i anarchizacji państwa. Przeprowadzono masowe aresztowania wśród komunistów, zwłaszcza po wybuchu w Cytadeli Warszawskiej. W Ministerstwie Spraw Wewnętrznych opracowano instrukcję na wypadek zakłóceń w pracy administracji rządowej, łączności pocztowej i komunikacji drogowej. W odpowiedzi PPS wyznaczyła na 5 listopada początek strajku powszechnego. Rząd na wniosek szefa MSW wprowadził od 4 listopada stanu wyjątkowego w Warszawie, Krakowie, Katowicach, Kielcach i Łodzi. Mimo restrykcji, strajki wybuchły, a najbardziej krwawy przebieg miał miejsce w Krakowie 6 listopada 1923 r. W trakcie zamieszek zginęło 18 cywilów oraz 14 ułanów. Wydarzenia te skłoniły rząd i PPS do zawarcia kompromisu, w wyniku którego m.in. odwołano wojewodę Kazimierza Gałeckiego, dowódcę Okręgu Korpusu nr V w Krakowie gen. Józefa Czikla, zaprzestano sądów doraźnych i zakończono strajk. Wydarzenia krakowskie poważnie osłabiły pozycję gabinetu Witosa i ostatecznie doprowadziły do jego upadku 15 grudniu tego samego roku.

#### Minister rolnictwa i dóbr państwowych
20 listopada 1925 r. Kiernik został mianowany ministrem rolnictwa w rządzie Aleksandra Skrzyńskiego. Do jego zadań należało wprowadzanie w życie reformy rolnej, zorganizowanie dogodnych warunków kredytowania w rolnictwie, konwersję pożyczek krótkoterminowych, kierowanie się zasadą wolności handlu artykułami rolnymi, wprowadzanie ułatwień na rzecz eksportu płodów rolnych, a także zwiększenie opłacalności rolnictwa. Minister Kiernik doprowadził do zwołania po raz pierwszy Państwowej Rady Rolniczej. Jego zasługą było zwiększenie w budżecie środków przeznaczonych na meliorację gruntów i hodowlę. Wspierał parcelację majątków prywatnych, powiększanie gospodarstw karłowatych oraz komasację gruntów. W kręgu jego zainteresowań znajdowały się również kwestie powołania samorządów rolnych. Wprowadził także nowy statut resortu. Pomimo upadku rządu Skrzyńskiego, Kiernik pozostał na stanowisku w kolejnym rządzie Wincentego Witosa. Ministrem przestał być 15 maja 1926 r.

#### Dalsze lata
Po zamachu majowym stał się jednym z głównych przeciwników rządów sanacji. Od 1927 r. pracował w Warszawie jako adwokat. Był współtwórcą Centrolewu i jego działaczem. Współorganizował krakowski Kongres Obrony Prawa i Wolności Ludu (29.06.1930 r.). W wyniku zdecydowanych działań Józefa Piłsudskiego Centrolew poniósł dotkliwą porażkę, co zaowocowało rozpadem organizacji. W nocy z 9 na 10 września 1930 r., wraz z pozostałymi przywódcami Centrolewu, Władysław Kiernik został aresztowany i osadzony w twierdzy brzeskiej nad Bugiem. Przebywał tam do 24 listopada 1930. Między 26 października 1931 a 13 stycznia 1932 Kiernik był sądzony w Warszawie w procesie brzeskim. Wraz z pozostałymi dziesięcioma osobami został oskarżony o świadome i wspólne działanie mające na celu dokonanie zamachu, który skutkowałby usunięciem członków rządu sprawującego władzę w Polsce. Wynikiem procesu był wyrok skazujący Władysława Kiernika na 2,5 roku pozbawienia wolności. Z Polski wyjechał potajemnie, wraz z Wincentym Witosem, do Czechosłowacji w 1933 unikając tym samym wykonania kary. Przez cały czas pobytu na emigracji był członkiem Rady Naczelnej i wiceprezesem Naczelnego Komitetu Wykonawczego Stronnictwa Ludowego. W marcu 1939 r. po inwazji hitlerowskich Niemiec na Czechosłowację powrócił do kraju i przez kilka miesięcy był przetrzymywany w więzieniu w Siedlcach, a następnie został warunkowo zwolniony.

### II wojna światowa
Dekretem prezydenta RP Władysława Raczkiewicza z 31 października 1939 r. przywrócono mu wszystkie prawa obywatelskie, honorowe godności, odznaczenia i ordery. W czasie okupacji działał w Stronnictwie Ludowym „Roch”. W lipcu 1940 został aresztowany przez Gestapo i przebywał w krakowskim więzieniu przez pół roku (lipiec 1940 – styczeń 1941). Po zwolnieniu, do końca wojny był inwigilowany przez Gestapo.

### Polska Rzeczpospolita Ludowa
Po wojnie włączył się w działalność Polskiego Stronnictwa Ludowego, pełniąc w nim funkcję wiceprezesa Naczelnego Komitetu Wykonawczego (1945-1946) i prezesa Rady Naczelnej (1946-1948). Z ramienia ludowców brał udział w konferencji moskiewskiej, która doprowadziła do utworzenia Tymczasowego Rządu Jedności Narodowej, który powstał 28 czerwca 1945. W rządzie tym Kiernik pełnił obowiązki ministra administracji publicznej. 29 grudnia 1945 został posłem do Krajowej Rady Narodowej.
Kiernik był zdecydowanym przeciwnikiem polityki Stanisława Mikołajczyka. Krytyka jego polityki nasiliła się szczególnie po odmowie Mikołajczyka na udział odrodzonego PSL we wspólnym tzw. Bloku Stronnictw Demokratycznych. Po opuszczeniu przez Mikołajczyka Polski w październiku 1947 Władysław Kiernik stał się jednym z przywódców Polskiego Stronnictwa Ludowego, jak również rzecznikiem współpracy PSL ze Stronnictwem Ludowym oraz partiami komunistycznymi. W latach 1947–1952 był posłem na Sejm Ustawodawczy. Ponadto dwukrotnie był członkiem polskiej delegacji na sesje Organizacji Narodów Zjednoczonych w Londynie w 1946 oraz w Nowym Jorku w 1956. W latach 1956–1966 pełnił funkcję wiceprezesa Towarzystwo Łączności z Polonią Zagraniczną „Polonia”. W wieku 86 lat był nadal członkiem Zjednoczonego Stronnictwa Ludowego, w którym pełnił funkcję wiceprezesa Głównej Komisji Rewizyjnej.
Zmarł 23 sierpnia 1971 w Warszawie. Uroczystości żałobne odbyły się w domu pogrzebowym na cmentarzu komunalnym na Powązkach w Warszawie, natomiast ciało zostało przewiezione do rodzinnej Bochni, gdzie też został pochowany.

## Życie prywatne
W 1903 r. zawarł związek małżeński z Marią Maiss, z którą miał dwóch synów (Stanisława i Zygmunta) oraz córkę (Wandę).
Był bratem zoologa i paleontologa Eugeniusza Kiernika.

## Okresy pełnienia urzędu ministra

### Minister Spraw Wewnętrznych[4]
- 28 V – 15 XII 1923
- p.o. 15–19 XII 1923

### Minister Rolnictwa i Dóbr Państwowych
- 20 XI 1925 – 5 V 1926
- p.o. 5–10 V 1926
- 10–15 V 1926

## Ordery i odznaczenia
- Krzyż Komandorski z Gwiazdą Orderu Odrodzenia Polski[4]
- Złoty Krzyż Zasługi[8]
- Medal Zwycięstwa i Wolności 1945 r.
- Order Korony Rumuńskiej 1 klasy

## Upamiętnienie
Jego nazwisko nosiła jedna z bocheńskich ulic do 2017 roku, gdy wojewoda małopolski wydał zarządzenie w sprawie zmiany nazwy ulicy. Zarządzenie wojewody zostało podważone w 2018 roku przez Wojewódzki Sąd Administracyjny, który na wniosek Urzędu Miasta Bochni, przywrócił poprzednią nazwę ulicy.
Naczelny Sąd Administracyjny w dniu 11 czerwca 2019 roku uchylił zaskarżony przez Wojewodę Małopolskiego wyrok, oddalając skargę Gminy. Orzeczenie NSA stało się ostateczne i tym samym ulica Władysława Kiernika w Bochni zmieniona została na ulicę Jana Achacego Kmity.
Był honorowym obywatelem Makowa Podhalańskiego, Niepołomic oraz Uścia Solnego.